# 尼日利亞地理

尼日利亚的位置

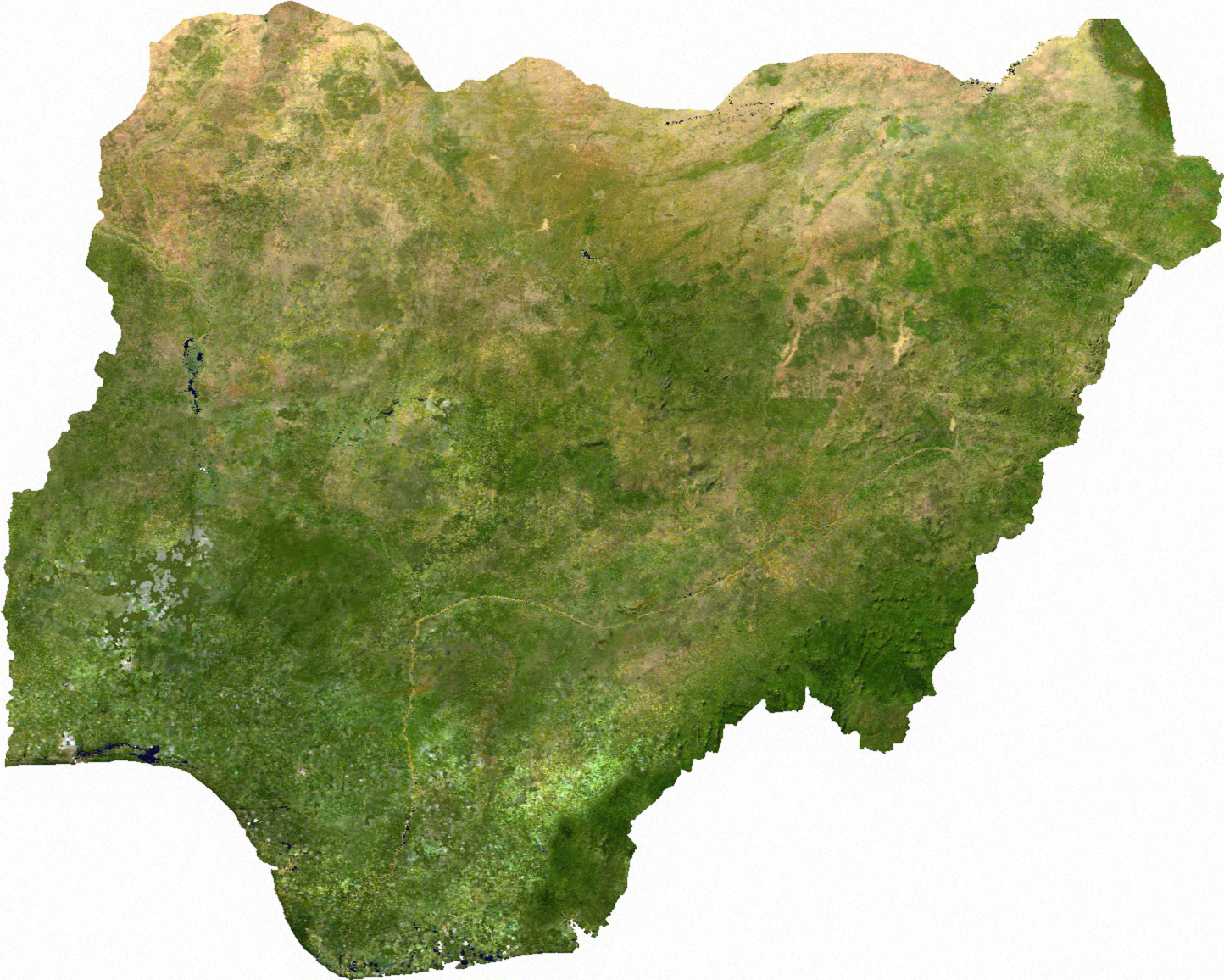
尼日利亚卫星图，摄于2006年

尼日利亚是位于西非的国家。尼日利亚在西部和贝宁接壤，在东部和乍得及喀麦隆接壤，在北部和尼日尔接壤，在东南部还与一个国际上未承认的政治实体安巴佐尼亚接壤。乍得湖位于尼日利亚东北部边境，南部为几内亚湾。尼日利亚的主要地形有阿达马瓦高原、曼比拉高原、乔斯高原和奥布杜高原等，主要的河流有尼日尔河和贝努埃河，最南部为尼日尔河三角洲。
尼日利亚位于热带地区，气候温暖潮湿。尼日利亚共有四种气候类型，从南到北依次为热带季风气候、热带草原气候、半干旱气候与热带沙漠气候。

## 气候

尼日利亚的柯本气候分布图

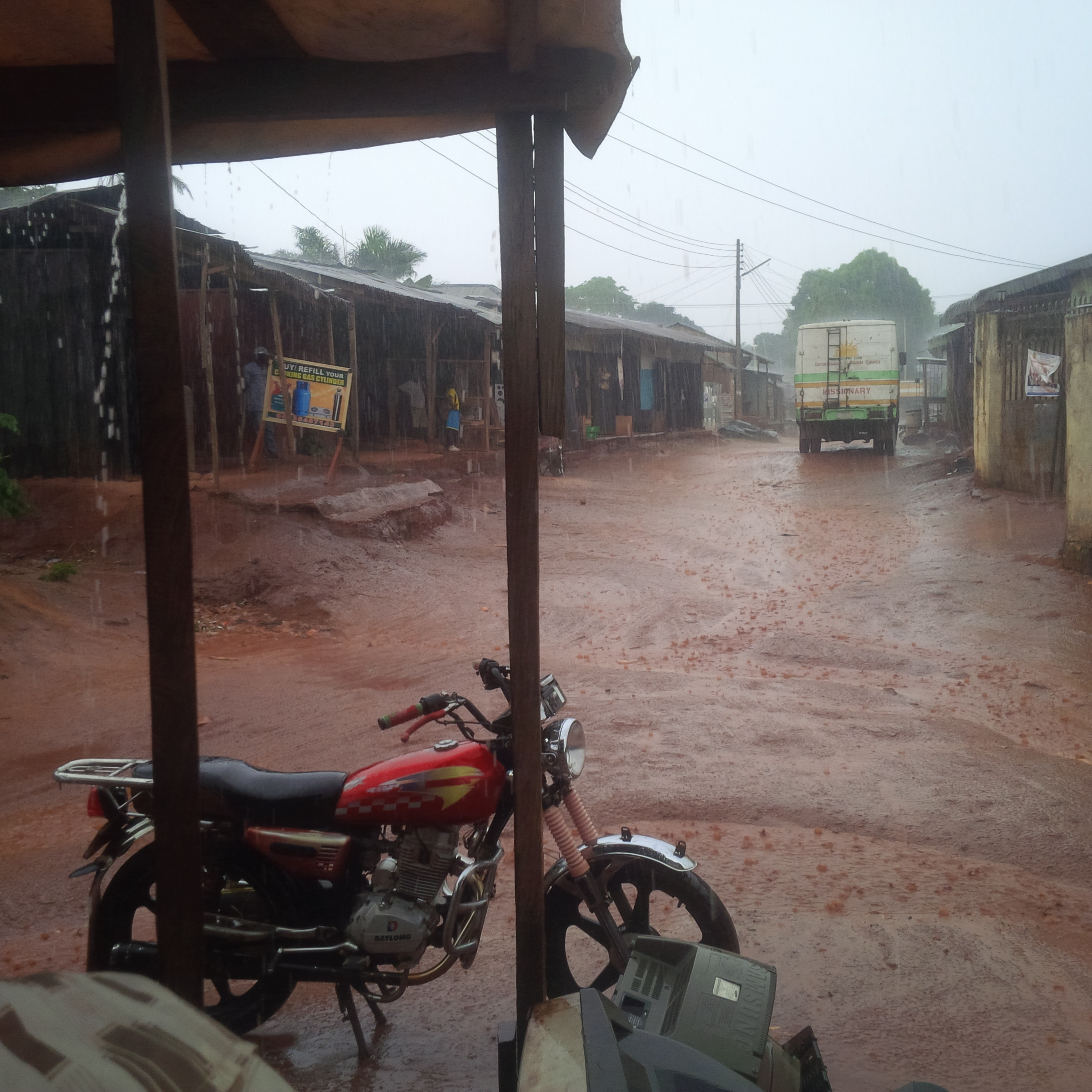
尼日利亚东南部的雨天

尼日利亚南部区域的气候类型在柯本气候分类法中属于热带季风气候，产生于大西洋的季风被温暖潮湿的热带气团带到国境以内。暖湿气团快速上升，水蒸气在空气中凝结并带来大量降水。热带季风气候区域的全年温度几乎恒定，例如尼日利亚南部的瓦里在其最热月份的最高气温为 28 °C (82.4 °F)，而在其最冷月份的最低气温为 26 °C (78.8 °F)。
尼日利亚南部地区降水量大而充沛。尼日尔河三角洲的年降水量超过4,000毫米，东南部其他地区的年降水量在2,000到3,000毫米之间。由于该地区靠近赤道，这些风暴通常是对流性质的。该地区每年拥有两个雨季，第一个雨季从三月持续到七月底，在六月达到降水量峰值，这个雨季之后是八月的短暂旱季“August break”，持续两到三周。第二个雨季较短，开始于九月初并持续到十月中旬，在九月末达到降水量峰值。第二个雨季过后就是一个漫长的旱季，从十月末一直到次年三月初，在十二月初和二月末之间达到干燥峰值。
热带干湿季气候或热带草原气候覆盖了尼日利亚西部至中部的大部分地区，特点是雨季和旱季分明，每年夏季只拥有一个雨季峰值，全年温度都在 18 °C (64 °F) 以上。首都阿布贾位于尼日利亚中部，温度范围为 18.45 °C（65.21 °F）至 36.9 °C（98.4 °F），年降水量约为1,500 毫米，在九月达到降水量峰值。旱季从十二月持续至次年三月，炎热干燥，盛行哈马坦风（一种裹挟撒哈拉沙漠尘埃的热带大陆气团）。
尼日利亚北部的萨赫勒地区主要为炎热的半干旱气候，年降水量很低，雨季从六月到九月，持续三到四个月，其余时间炎热干燥，气温最高可达40 °C (104.0 °F)。尼日利亚东北部约贝州的波蒂斯库姆记录了尼日利亚有史以来的最低气温2.8 °C (37.0 °F)。尼日利亚海拔超过1,520 米的区域为高原山地气候。虽然地处热带，但是海拔高到足以使山脉和高原地区具有凉爽的山地气候。